# Becky Dorsey
Becky Dorsey (ur. 1 sierpnia 1956 w Wenham) – amerykańska narciarka alpejska.

## Kariera
W zawodach Pucharu Świata zadebiutowała 21 lutego 1975 roku w Naeba, gdzie zajęła szesnaste miejsce w slalomie. Pierwsze punkty wywalczyła 23 lutego 1975 roku w Naeba, gdzie zajęła dziewiąte miejsce w gigancie. Na podium zawodów tego cyklu jedyny raz stanęła 7 marca 1978 roku w Waterville Valley, kończąc rywalizację w gigancie na drugiej pozycji. W zawodach tych rozdzieliła Lise-Marie Morerod ze Szwajcarii i Francuzkę Fabienne Serrat. W pozostałych startach jeszcze dwa razy była blisko podium: 27 lutego 1977 roku w Furano i 24 stycznia 1978 roku w Berchtesgaden zajmowała czwarte miejsce, odpowiednio w gigancie i slalomie. W sezonie 1977/1978 zajęła 13. miejsce w klasyfikacji generalnej, a w klasyfikacji giganta była ósma.
Wystartowała na mistrzostwach świata w Garmisch-Partenkirchen w 1978 roku, gdzie zajęła 13. miejsce w gigancie, a slalomu nie ukończyła. Nigdy nie wystąpiła na igrzyskach olimpijskich.

## Osiągnięcia

### Mistrzostwa świata
| Miejsce | Dzień    | Rok  | Miejscowość            | Konkurencja | Czas biegu | Strata | Zwyciężczyni |
| ------- | -------- | ---- | ---------------------- | ----------- | ---------- | ------ | ------------ |
| DNF2    | 3 lutego | 1978 | Garmisch-Partenkirchen | Slalom      | 1:24,85    | -      | Lea Sölkner  |
| 13.     | 4 lutego | 1978 | Garmisch-Partenkirchen | Gigant      | 2:41,15    | +3,99  | Maria Epple  |

### Puchar Świata

#### Miejsca w klasyfikacji generalnej
- sezon 1974/1975: 41.
- sezon 1976/1977: 25.
- sezon 1977/1978: 13.
- sezon 1978/1979: 39.

#### Miejsca na podium
1. Waterville Valley – 7 marca 1978 (gigant) – 2. miejsce